# Neuilly-la-Forêt
Neuilly-la-Forêt és un municipi francès situat al departament de Calvados i a la regió de Normandia. L'any 2007 tenia 464 habitants.

## Demografia

### Població
El 2007 la població de fet de Neuilly-la-Forêt era de 464 persones. Hi havia 172 famílies de les quals 40 eren unipersonals (16 homes vivint sols i 24 dones vivint soles), 56 parelles sense fills, 56 parelles amb fills i 20 famílies monoparentals amb fills.
La població ha evolucionat segons el següent gràfic:
Habitants censats

### Habitatges
El 2007 hi havia 220 habitatges, 176 eren l'habitatge principal de la família, 23 eren segones residències i 21 estaven desocupats. 219 eren cases i 1 era un apartament. Dels 176 habitatges principals, 140 estaven ocupats pels seus propietaris, 34 estaven llogats i ocupats pels llogaters i 2 estaven cedits a títol gratuït; 10 tenien dues cambres, 25 en tenien tres, 51 en tenien quatre i 90 en tenien cinc o més. 118 habitatges disposaven pel capbaix d'una plaça de pàrquing. A 98 habitatges hi havia un automòbil i a 64 n'hi havia dos o més.

### Piràmide de població
La piràmide de població per edats i sexe el 2009 era:
| Homes | Edats   | Dones |
| ----- | ------- | ----- |
| 0     | 95 o +  | 0     |
| 0     | 90 a 94 | 4     |
| 0     | 85 a 89 | 0     |
| 4     | 80 a 84 | 4     |
| 4     | 75 a 79 | 8     |
| 16    | 70 a 74 | 16    |
| 8     | 65 a 69 | 12    |
| 12    | 60 a 64 | 16    |
| 8     | 55 a 59 | 8     |
| 16    | 50 a 54 | 12    |
| 20    | 45 a 49 | 24    |
| 24    | 40 a 44 | 16    |
| 8     | 35 a 39 | 16    |
| 16    | 30 a 34 | 12    |
| 4     | 25 a 29 | 4     |
| 12    | 20 a 24 | 8     |
| 36    | 15 a 19 | 12    |
| 20    | 10 a 14 | 24    |
| 12    | 5 a 9   | 20    |
| 12    | 0 a 4   | 12    |

## Economia
El 2007 la població en edat de treballar era de 301 persones, 204 eren actives i 97 eren inactives. De les 204 persones actives 182 estaven ocupades (104 homes i 78 dones) i 22 estaven aturades (7 homes i 15 dones). De les 97 persones inactives 35 estaven jubilades, 30 estaven estudiant i 32 estaven classificades com a «altres inactius».

### Ingressos
El 2009 a Neuilly-la-Forêt hi havia 171 unitats fiscals que integraven 468 persones, la mediana anual d'ingressos fiscals per persona era de 14.962 €.

### Activitats econòmiques
Dels 5 establiments que hi havia el 2007, 2 eren d'empreses de construcció i 3 d'empreses de serveis.
Dels 2 establiments de servei als particulars que hi havia el 2009, 1 era un guixaire pintor i 1 lampisteria.
L'any 2000 a Neuilly-la-Forêt hi havia 39 explotacions agrícoles que ocupaven un total de 1.566 hectàrees.

## Equipaments sanitaris i escolars
El 2009 hi havia una escola maternal.

## Poblacions més properes
El següent diagrama mostra les poblacions més properes.